# Stenhypena maculifera
Stenhypena maculifera là một loài bướm đêm trong họ Erebidae.